# مدرسه فرانسوی تهران
مدرسه فرانسوی تهران (انگلیسی: École Française de Téhéran) به اختصار (EFT)، یک مدرسه بین‌المللی فرانسه در شهر تهران است که در تهران، منطقه قلهک، باغ قلهک در مجتمع مسکونی سفارت انگلیس واقع شده‌است.
آموزش در این مدرسه از سطح (پیش دبستانی) تا سطح (دبیرستان) ارائه می‌شود. از سال ۲۰۱۱، ۲۵۶ دانش آموز از جمله خارجی‌ها و ایرانی‌ها در این مدرسه در حال تحصیل هستند. مدرسه نیز متعلق به سفارت پادشاهی متحده است.
مدرسه در سال ۲۰۱۱ پس از حمله به سفارت بریتانیا در تهران بسته شد. این حمله در زمانی رخ داد که مدرسه در حال جلسه بود. با این حال، این مدرسه اکنون بازگشایی شده‌است.